# Carlos Nuño
Carlos Nuño  (Valencia, 1967) es un dramaturgo, cantante, compositor y Productor Musical español de salsa y otros géneros musicales, y uno de los exponentes más importantes del subgénero de la salsa erótica.
Es reconocido como el vocalista, director y dueño de la orquesta española La Grande de Madrid. y por su estilo de voz muy similar al cantante, también español, Julio Iglesias, de quien ha realizado varios cóvers a lo largo de su carrera. Su popularidad alcanzó su punto más alto a mediados de los años 90 en países como Colombia y Venezuela, con temas como Corazón Embustero y La Puerta de Alcalá. ha realizado conciertos en más de 120 países donde es reconocido como el Julio Iglesias de la Salsa.
El único en su género que con tan solo dos meses de sacar una producción titulada, Para Puerto Rico y el Mundo, realizó un concierto en el Madison Square Garden de la ciudad de New Yok en USA. Records de ventas e incluso conciertos, llegando a tener tres conciertos en tres países diferentes el mismo día. Compositor de más de 500 obras musicales, arreglista musical e incluso Productor del 90% de sus trabajos y también como productor de grandes artistas de talla internacional como Rey Ruiz, Álvaro Torres, Servando y Florentino, Bobby Cruz, Eddie Santiago, Nino Segarra, Wichi Camacho
Actualmente se encuentra radicado en Colombia.

## Biografía
Carlos Nuño nació en Valencia, España. A edad temprana empezó su camino en el mundo del espectáculo; con 8 años de edad realizó su primera grabación musical, con la cual estuvo en compañía de su padre Francisco Nuño, buscando un sello discográfico que la aceptara para ser lanzada al mercado; no tuvo una respuesta positiva sino hasta 1 año después, cuando fue firmado por el que sería su productor musical: el prestigioso Pablo Herrero, compositor y productor de artistas como Nino Bravo con América, Un beso y una flor, entre otros. En su temprana edad dentro del mundo del arte cabe destacar su primer programa de radio como voz del contenido a la edad de 11 años, de la mano de Enrique Gines en su ciudad natal; luego estudió música y composición, pero su mayor aprendizaje fue ser asistente de grabación y producción del mismo Pablo Herrero, que le permitió codearse en los estudios junto a grandes de la música, como Camilo Sexto, Dyango, Rocío Dúrcal, Rocío Jurado, El Puma entre otros. A la edad de 16 años dio la vuelta al mundo en barco, donde fue contratado para cantar en 6 idiomas por todos los países del mundo, aprendió leyes y, además, gracias a su madre, Ana Gómez, se convirtió en chef. Vivió en España, Italia, México, Estados Unidos y, actualmente, en Cali, Colombia

## Familia
A principios de la década del 2010, Nuño estaba radicado en Miami. En Barranquilla, Colombia, Nuño conoció a la colombiana Edith Sáenz con quien comenzó una relación sentimental y por quien se radicó en Cali, ciudad natal de su compañera sentimental, donde actualmente reside con su ahora esposa, con quien formó un hogar en 2015.

## Discografía

### Discografía
- Entre Amores (1978)
- Joyas de Amor (1980)
- Los abedules (1982)
- Boleros de siempre (1984)
- Sígueme (1986)
- Romántico (1988)
- Alguien tiene que contarlo (1989)
- De España para el Mundo (1992)
- Para Puerto Rico y El Mundo (1993)
- De cintura para abajo (1994)
- Amor Amor Amor (1995)
- Baila Tango (1997)
- Es el amor (1999)
- Raíces (2000)
- Remember the best (2002)
- Grandes Éxitos (2004)
- Romántico y algo más (2008)
- Íntimo (2018)
- Mi Cali bella (2018)
- Otro día (2019)
- Estación salsa (2020)
- Esa mujer (2021)
- Gracias Julio (2023)

#### Sencillos
- Corazón Embustero (1993)
- Medley de Julio Iglesias (1992)
- La Puerta de Alcalá (1994)
- Una Gaviota en Madrid (1993)
- Agüita de coco (1994)
- Derroche (1996)
- California (1997)
- Baila Tango (1998)
- Te acordarás de mí (1999)
- Esa mujer (2000)
- Báilala (2000)
- Amiga mía (2001)
- Medley II (2005)
- Nada (2006)
- Corazón partío (2008)
- Jamás podré olvidarla (2009)
- Ondea tu bandera en el aire (2012)
- ódiame (2017)
- El alma en los labios (2018)
- Otro día (2019)
- Mi Cali bella (2018)
- Júrame (2021)
- De niña a mujer (2022)
- Mix éxitos(2022)
- Torero (2023)
- Por el amor de una mujer (2023)